# Alexandre Deulofeu
Alexandre Deulofeu Torres, né le 20 septembre 1903 à L'Armentera (Catalogne, Espagne) et décédé le 27 décembre 1978 à Figueres, est un politicien et philosophe de l'histoire. Il est notamment connu pour ses travaux autour de « la Mathématique de l’Histoire », une théorie cyclique sur l’évolution des civilisations.

## Biographie
Alexandre Deulofeu naît à L'Armentera (Gérone, Catalogne, Espagne), où son père est pharmacien. À l’âge de trois ans, il déménage avec sa famille à Sant Pere Pescador, puis neuf ans plus tard à Figueres.
Il suit des études secondaires à l'Institut Ramón Muntaner de Figueres, étudie la pharmacie et la chimie à Madrid, et termine ses études à Barcelone.
Rentré à Figueres, il obtint sur concours une chaire et devint professeur à l’Institut Ramón Muntaner de Figueres. Il commence en parallèle une étape d’une intense activité politique : d’abord comme dirigeant de la Juventut Nacionalista Republicana (Jeunesse Nationaliste Républicaine) de l’Empordà, puis comme conseiller municipal pour l'ERC.
Pendant la Guerre d'Espagne, Alexandre Deulofeu officie comme maire improvisé à Figueres, évitant des affrontements, des pillages et des persécutions. Il est mobilisé au front comme officier de santé et s'exile en France le 5 février 1939, lors de la retraite républicaine. Pendant son exil, il exerce plusieurs métiers : professeur de différentes matières, violoniste et saxophoniste dans différents groupes de musique de variétés et classiques, agriculteur expérimental, créateur de plantations sans terre avec des solutions liquides de son invention, ouvrier d’usine, maçon, écrivain, poète. Il se lie d'amitié avec Francesc Pujols et Salvador Dalí.  De retour d'exil le 22 janvier 1947, il est pharmacien, poursuit ses recherches et écrit.
Il décède à Figueres le 27 décembre 1978, sans avoir achevé l'intégralité de son œuvre majeure La Mathématique de l’Histoire.

## Pensée
Selon sa théorie, les civilisations et les empires suivent des cycles équivalents aux cycles naturels des êtres vivants. Chaque civilisation peut accomplir un minimum de trois cycles de 1700 années chacun. Compris dans les civilisations, les empires ont une durée moyenne de 550 années.
Poursuivant l'analogie, la connaissance des cycles de la nature peut permettre selon lui d'éviter les guerres, qu’il considère superflues, et passer par des règlements pacifiques et non violents.
Il affirme aussi que l'humanité, connaissant les cycles, peut être capable de les altérer. L’humanité doit tendre à s’organiser sous forme d’une Confédération Universelle de peuples libres.
L’énoncé de la loi mathématique qui, selon lui, détermine l’évolution des peuples, est résumée dans les points suivants dans le chapitre III de son ouvrage La Mathématique de l’Histoire :
1. Tous les peuples passent par des époques de grand fractionnement démographique, alternées avec des époques de grande unification ou époques impérialistes
2. Les époques de grand fractionnement ont une durée de six siècles et demi. Les époques de grande unification ont une durée de dix siècles et demi. Le cycle évolutif couvre donc dix-sept siècles.
3. Pendant ce procès évolutif, les peuples passent par des phases parfaitement établies pour retourner, à la fin du cycle, à la même position qu'au commencement.
4. Le cycle évolutif comprend tous les domaines de l’activité humaine, c'est-à-dire que, en plus d’un cycle politique, on doit considérer aussi un cycle social, artistique, philosophique, scientifique…
5. Tous les peuples suivent la même évolution, mais celle-ci avance ou prend du retard selon la position géographique de chaque pays.
6. La puissance créatrice n’est pas la même chez tous les peuples. Dans chaque cycle il y a une zone d’intensité créatrice maximale, et cette zone se déplace d’un cycle au suivant dans le même sens du proces-sus général. En Europe, celle-ci avance de l’Orient vers l’Occident de la Méditerranée, et passe ensuite de la Péninsule Ibérique à la Gaule, elle suit aux Îles Britanniques, continue par les peuples germaniques et arrive finalement aux peuples nordiques et slaves.
7. Les noyaux impérialistes, qui donnent lieu aux époques de grande unification politique, suivent des procès biologiques parfaits, identiques entre eux, et avec une durée de cinq à six siècles.
8. La transformation des régimes politiques sociaux ne suit pas une ligne constante ascendante ou descendante, mais au moyen des avancements et régressions tour à tour les uns plus intenses que les autres, ce qui donne comme conséquence une ligne brisée. Le résultat de cette ligne revient à un avancement dans un sens donné. C’est la « Loi des deux pas en avant et un en arrière ».

Sa pensée est en rapport avec les idées de Oswald Spengler et d'Arnold J. Toynbee, qui ont aussi énoncé des théories sur le caractère cyclique des civilisations, mais sans atteindre la mensuration mathématique plus exacte proposée par Deulofeu.
Pendant son exil, et aussi plus tard, Deulofeu visite différents musées, temples et monuments de plusieurs pays où, entre autres conclusions, il déduit qu’il a trouvé l’origine de l’art roman au IXe siècle entre l'Empordà et le Roussillon, qui est l’origine de ce qu’il appelle le deuxième cycle de la civilisation européenne occidentale, après le premier cycle.

### Sources et bibliographie
- Alexandre Deulofeu. Figueres, Mairie de Figueres, Institut d'Estudis Empordanesos, Patronat Francesc Eiximenis, 2003.
- Juli Gutièrrez Deulofeu. Alexandre Deulofeu, la Matemàtica de la Història (Alexandre Deulofeu, la Mathématique de l’Histoire), Barcelone, Llibres de l'Índex / Neopàtria, 2004.
- Enric Pujol, Jordi Casassas, Francesc Roca, Juli Gutiérrez Deulofeu. La Matemàtica de la Història. La teoria cíclica d’Alexandre Deulofeu (La Mathématique de l'Histoire. La Théorie cyclique de Alexandre Deulofeu), Figueres, Brau Edicions, 2005.